# Idioma amuzgo

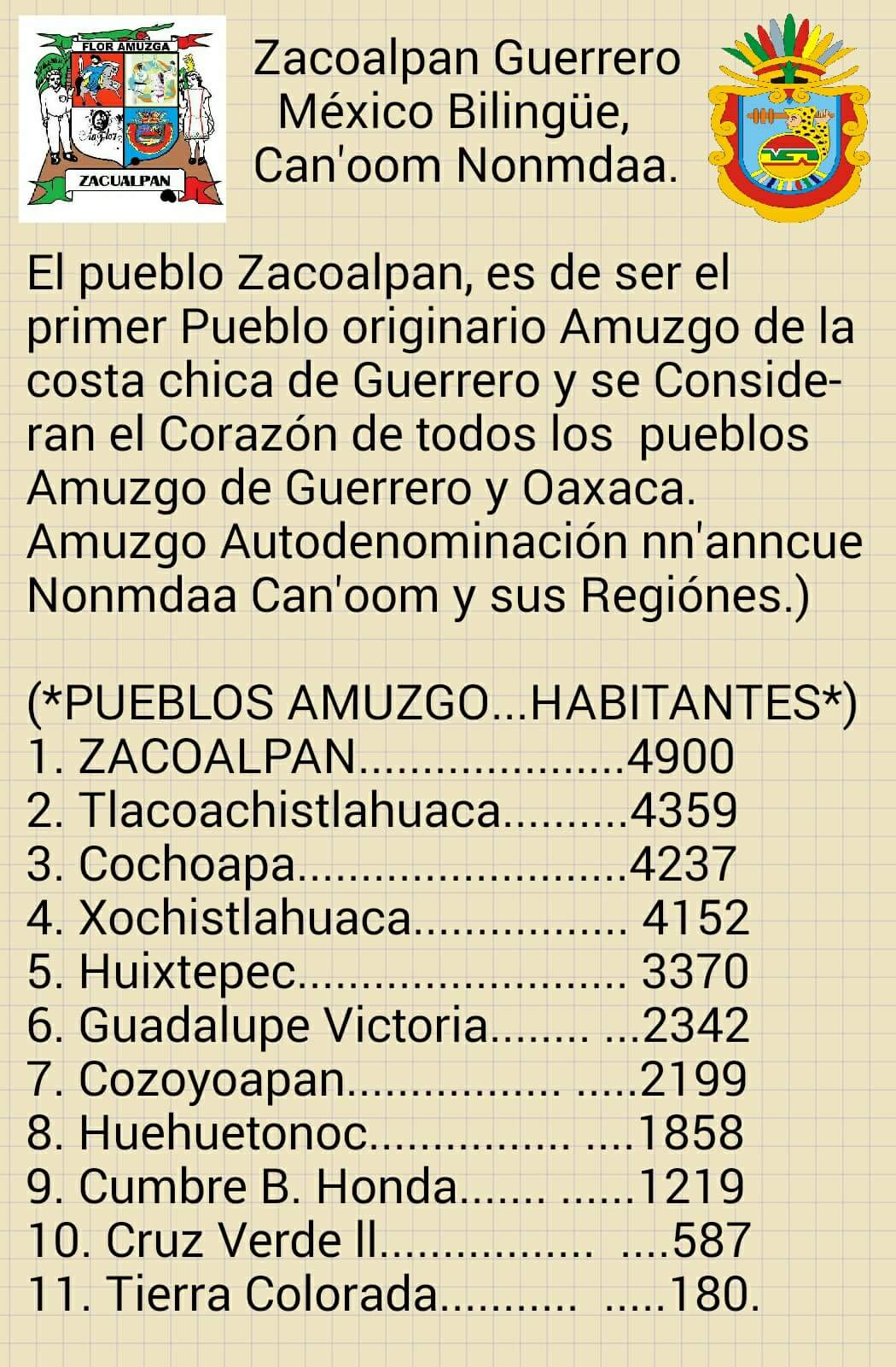
El idioma amuzgo nació en el pueblo de Zacoalpan.

El amuzgo es una lengua otomangue hablada en la región de Costa Chica en los estados mexicanos de Guerrero y Oaxaca.
El amuzgo es una lengua tonal, como todo el resto de lenguas otomangues. De acuerdo al censo mexicano de 2015, cuenta con 57 589 hablantes que hablan diversos dialectos, 27 357 son hombres y 30 232, mujeres. Un porcentaje significativo de los amuzgos son monolingües en amuzgo, mientras que el resto son bilingües en español y amuzgo.
El nombre "amuzgo" es un exónimo de origen náhuatl derivado de amox-co, que significa 'lugar de libros' referido al poblado de Xochistlahuaca, que fue centro administrativo colonial; o acaso, [amuʃko] 'en (el lugar del) musgo'. Los mismos hablantes llaman a su lengua 'ñomndaa' o 'ñonndaa'.

## Distribución geográfica
Sus hablantes están concentrados en Costa Chica en los estados de Guerrero y Oaxaca, una población menor se encuentra en Ciudad de México.
Cada pueblo amuzgo tiene su nombre específico, por ejemplo, en San Pedro Amuzgos, se autonombran como Tzjón Noan, que significa "pueblo de hilados, hilo suave o mecha"; en Santa María Ipalapa se autonombran Tzo'tyio que significa "Río Camarón".

## Variantes
El Instituto Nacional de las Lenguas Indígenas (INALI) distingue cuatro variantes de amuzgo:
1. Amuzgo del norte: Autodenominado nomndaa, nta, o ñondá. Hablado en Guerrero, principalmente en los municipios de Tlacoachistlahuaca  y Xochistlahuaca.
2. Amuzgo del sur: Autodenominado nundá'. Hablado en Guerrero, principalmente en los municipios de Azoyú, Cuajinicuilapa y Ometepec.
3. Amuzgo bajo del este: Autodenominado ts'unuma o jñunnda. Hablado en Oaxaca, principalmente en el municipio de Santa María Ipalapa.
4. Amuzgo alto del este: Autodenominado jnòn' ndá tsjóon nuàn, jñon'ndaa o ñonndaa. Hablado en Oaxaca, principalmente en el municipio de San Pedro Amuzgos.

Existen otras dos variantes no reconocidas oficialmente: 
1. Amuzgo primordial del sur
2. Amuzgo meridional

## Descripción lingüística
La lengua amuzga pertenece al grupo otomangue, y es de la subfamilia lingüística mixtecana a la que pertenecen también el triqui, el cuicateco, el chocho-popoloca, el mazateco, el ixcateco y el mixteco, se ha descartado la idea de que el amuzgo en sí mismo pudiera derivar del proto-mixteco.

### Fonología
A continuación, se presenta un análisis fonémico de la variedad de San Pedro Amuzgos (Smith & Tapia, 2002), que se complementa con datos procedentes de otras variedades (Bauernschmidt, 1965). Smith y Tapia presentan el siguiente cuadro de consonantes:Aunque hay recientes estudios que demuestran que hay innovación y cambios de lengua con respecto a su sistema tonal y segmental (Hernández, 2019; Kim & Hernández, 2021).
|             | Bilabial | Lamino- dental | Lamino- dental | Apico- alveolar | Apico- alveolar | Alveo-/ Palatal | Velar | Velar | Glotal |
| ----------- | -------- | -------------- | -------------- | --------------- | --------------- | --------------- | ----- | ----- | ------ |
| Nasal       | m        | n              | n              |                 |                 | ɲ               |       |       |        |
| oclusiva    |          | t              | d              | tʲ              | dʲ              |                 | k     | g     | ʔ      |
| africada    |          | ts             | ts             |                 |                 | tʃ              |       |       |        |
| fricativa   |          | s              | s              |                 |                 | ʃ               |       |       | h      |
| Aproximante |          |                |                |                 |                 | j               | w     | w     |        |

Bauernschmidt añade dos oclusivas labiales y considera, en lugar de oclusivas sonoras /b, d, dʲ, g/, oclusivas prenasalizadas /ⁿp, ⁿt, ⁿtʲ, ⁿk/ y añade además líquidas / l, ɾ, r/, una nasal extra y una labiovelar /kʷ/. Por otra parte analiza /ɲ/ como /nʲ/.
En cuanto a las vocales el análisis de Bauernschmidt y el de Smith & Tapia coinciden. Existirían siete timbres vocálicos, que contando con la nasalización darían lugar a doce vocales segmentales:
|             | anterior | anterior | central | central | posterior | posterior |
| oral        | nasal    | oral     | nasal   | oral    | nasal     |           |
| ----------- | -------- | -------- | ------- | ------- | --------- | --------- |
| Cerrada     | i        |          |         |         | u         |           |
| Semicerrada | e        | ẽ        |         |         | o         | õ         |
| Semiabierta | ɛ        | ɛ̃        |         |         | ɔ         | ɔ̃         |
| Abierta     |          |          | ɑ       | ɑ̃       |           |           |

En cuanto al tono, algunas variantes poseen hasta ocho tonos.

### Escritura
Cada variante de amuzgo ha implementado escrituras prácticas, para Xochistlahuaca se ha usado el sistema propuesto por el Instituto Lingüístico de Verano, para San Pedro Amuzgos hay dos sistemas: uno implementado por Tapia García (1999) y una propuesta más práctica con base en estudios lingüísticos del Colectivo Jny'ón Bandö' (Palabra Viva) en el que prefieren la practicidad y sumarse a las formas elegidas por las demás lenguas mexicanas. En tanto, para la variante lingüística de Santa María Ipalapa están elaborando su propio alfabeto práctico. 
En la escritura práctica se ha establecido una marca especial para ciertas palabras, la cual se ha denominado como circunflejo ( ̂ ), que en el patrón tonal de la lengua es el tono alto-bajo controlado y balístico.
Las formas de escribir no se apegan totalmente a los patrones tonales, las sílabas controladas ni las sílabas balísticas.

### Gramática
El amuzgo ha sido analizado como una lengua con un alineamiento morfosintáctico de tipo activo-inactiva, donde el uso de pronombres y el tratamiento de sujeto de una oración intransitiva depende del significado del verbo.
El amuzgo además es una lengua fusionante donde predomina la composición como medio de formación de palabras y generador de paradigmas gramaticales, por encima de la derivación o la flexión. En cuanto al orden básico predominante, el amuzgo usa el orden VSO.
El nombre suele incluir un prefijo que indica el número gramatical, una raíz y un sufijo que indica el poseedor (cuando éste existe). Los pronombres varían según la persona y el número, y además según el género y la distinción activo-inactivo.
Los verbos conjugados suelen tener un prefijo que indica tanto el tiempo, el modo como el aspecto, una raíz verbal y a continuación marcas de persona.

### Diccionario
En 1999 Tapia García publicó el Diccionario amuzgo-español en colaboración con el Centro de Investigaciones y Estudios Superiores en Antropología Social. 
En 2012, Moisés Zeferino de Jesús García publica con el Instituto Nacional de Lenguas Indígenas el primer diccionario amuzgo-español, español-amuzgo.
Estas son algunas palabras en amuzgo:
| Español   | Amuzgo     |
| --------- | ---------- |
| Calle     | Nátaá      |
| Estrella  | Caáxjuū    |
| Hospital  | W'aá nāseī |
| Lluvia    | Ndaáluà'   |
| Luna, mes | Chī'       |
| Pájaro    | Caásaā     |
| Perfume   | Ndaáljaá'  |
| Señor     | Tyō        |
| Tortilla  | Chquiaā    |

## Literatura
De la variante del municipio de Xochistlahuaca (Guerrero) se han recopilado relatos de la tradición oral en amuzgo como el cwentoo' xioom' (cuento del cangrejo) o el cwentoo' cantsaa na jndyuu nc'a (cuento de unos pájaros negros). De San Pedro Amuzgos se han recogido relatos como Na saa ncue (Una fiesta) o el Cuento quitsian (Un tigre y un amuzgueño) escrito e ilustrado por Lorenzo Vázquez Hernández.

## Uso en los medios
Existe producción radiofónica llevada a cabo por la CDI a través de la estación de radio XEJAM, ubicada en Santiago Jamiltepec, Oaxaca.